# Gaby Mudingayi
Gabriel »Gaby« Mudingayi, belgijski nogometaš, 1. oktober 1981, Kinšasa, Zair.
Mudingayi je nekdanji nogometni vezist. V svoji karieri je nastopal tudi za Inter, Lazio, Torino in K.A.A. Gent ter belgijsko reprezentanco.